# سیمین‌ماهی دریایی باریک
سیمین‌ماهی دریایی باریک (نام علمی: Microstoma microstoma) نام یک گونه از سرده ریزدهان‌ها است.